# كيمياء نجمية
الكيمياء النجمية هي عبارة عن دراسة التركيب الكيميائي للأجسام الفلكية وعلى وجه الخصوص منها النجوم، لذلك سميت بالكيمياء النجمية. وأهمية التركيب الكيميائي للنجوم هو سؤال مفتوح لا نهاية له في هذه المرحلة. وتؤكد بعض الأبحاث أن زيادة وفرة بعض العناصر المعينة (مثل الكربون والصوديوم، والسيلكون والمغنيسيوم) في الكتلة الشمسية هو شيء ضروري للنظام الشمسي الداخلي، حتى تكون قابلة للعيش تحتها وصالحة للحياة في ظل ضوئها لفترات زمنية طويلة. والشيء المفترض هو أن وفرة هذه العناصر يجعل النجم أكثر برودة وهذا ما يسبب له التطور بشكل أكثر بطئًا، مما يعطي الكواكب إمكانية الحياة والعيش عليها لفترات طويلة حتى تتطور الحياة كما نعهدها." ووفرة الأكسجين في النجم هو أمر ضروري أيضًا وذلك لطول المدة التي تتطور فيها الكواكب حتى تكون مكانًا صالحًا للحياة بينما تدور حول نجمها المضيف. ويفترض الباحثون أنه لو كانت شمسنا التي نعرفها بها كمية أقل من الأكسجين، فإن الأرض لم تكن منطقة صالحة "للحياة" منذ مليار سنة، وذلك قبل أن تكون هناك فرصة للكائنات المعقدة أن تتطور.

## أبحاث أخرى
لقد أجريت أبحاث أخرى عديدة ومازالت تجري أيضًا بعض الأبحاث الأخرى على مناطق شتى متصلة بالطبيعة الكيميائية للنجوم. ويعد تشكيل النجوم أمرًا له اهتمامه الخاص. وفي بحث تم نشره في عام 2009م والذي يعرض الملاحظات الطيفية لما يسمى «بالأجسام النجمية الصغيرة» والتي تم مشاهدتها في سحابة ماجلان الكبرى وذلك من خلال مطياف الأشعة تحت الحمراء لسبيتزر. ويفترض هذا البحث أن الماء أو بشكل أكثر تحديداً الثلج، يلعب دورًا كبيرًا في التشكيل النهائي لهذه النجوم
قام آخرون بأبحاث عديدة لأكثر الأفكار الملموسة والمتصلة بالنجوم والكيمياء النجمية. وقد قام أحد الأبحاث التي نشرت في عام 2010م بدراسة آثار الانفجار النجمي القوي على كيمياء الغلاف الجوي لكوكب يشبه الأرض يدور حول النجم القزم (إم) وخصوصاً، نجم أيه دي ليونس القزم إم. وقد قام هذا البحث بمحاكاة آثار الانفجار الملحوظ والناتج عن نجم إيه دي ليونس في الثاني عشر من أبريل من عام 1985م وهذه الآثار والتي كانت على كوكب شبيه بالأرض على وجه الافتراض. وبعد محاكاة آثار كل من الأشعة فوق البنفسجية والبروتون على محيط الغلاف الجوي للكوكب المفترض، فقد خلص الباحثون أن «الانفجارات ربما لا تمثل خطرًا مباشرًا للحياة على سطح كوكب مداري صالح للعيش على سطحه. ويعد نجم إيه دي ليو[نس] واحدًا من أكثر نجوم إم القزمة المعروفة بالنشاط المغناطيسي، ويجب أن ينطبق هذا الاستنتاج على الكواكب التي تدور حول نجم إم القزم بنسب أقل من مستوى النشاط الكرموسفيري.»